# Шалоты (Нукутский район)
Шалоты (бур. Шулуута) — деревня в Нукутском районе Усть-Ордынского Бурятского округа Иркутской области. Входит в муниципальное образование «Алтарик».

## География
Деревня расположена в 79 км от районного центра, на высоте 482 м над уровнем моря.

## Внутреннее деление
Состоит из 5 улиц:
- Коммунаров
- Нагорная
- Новая
- Хлеборобов
- Школьная

## Происхождение названия
Название Шалоты происходит от бурятского шулуун — «камень», шулуута — «каменистый».

## Население
| 2002 | 2010 | 2011 | 2012 |
| ---- | ---- | ---- | ---- |
| 251  | ↘210 | →210 | ↘206 |